# Treibladung
Treibladungen bestehen aus dem Treibsatz, einem pyrotechnischen Satz von chemischen Substanzen, in diesem Zusammenhang auch Treibmittel genannt, in fester, flüssiger oder gasförmiger Form, die als Energieträger bei ihrer Aktivierung ein großes Volumen anstreben und so in der Lage sind, ein Objekt zu bewegen oder zu verformen.

## Raketentechnik
Die Treibladung ist der Treibstoff für das Triebwerk, siehe Rakete.

## Waffentechnik

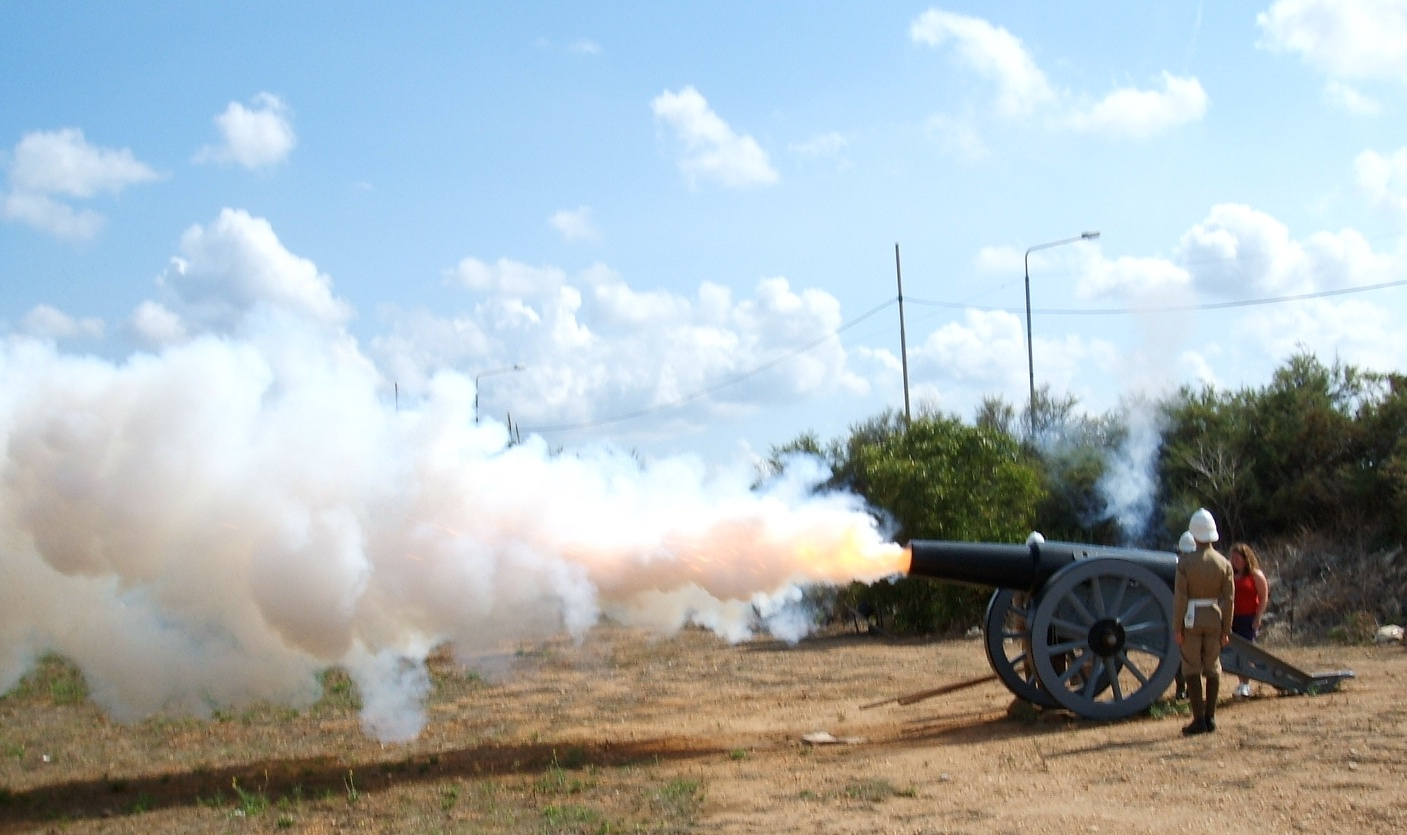
Abfeuern einer Haubitze (RML 8 inch 70 cwt howitzer) auf Malta mit einer Treibladung von 500 g

Treibladungen dienen in der Waffentechnik dazu, ein Geschoss durch die Erzeugung von Gasdruck durch den Lauf einer Waffe zu treiben. Nach der Zündung brennt die Treibladung ab und erzeugt so den erforderlichen hohen Druck durch die entstandenen Verbrennungsgase. Pyrotechnisch betrachtet ist das kein „Treibsatz“, sondern ein Ausstoßsatz.
Die Treibladungsmittel werden über verschiedene Parameter in ihrer Abbrandgeschwindigkeit beeinflusst, um sie für ihren jeweiligen Verwendungszweck anzupassen.
Diese Parameter können unter anderem sein:
- Oberflächenbeschaffenheit
- Korngröße
- Form der Körner
- chemische Zusätze

### Nitrozellulosepulver
Bei modernen Waffen werden rauchschwache Nitrozellulosepulver (NC-Pulver) als Treibladung verwendet.
Man unterscheidet:
- einbasige Pulver (nur NC)
- zweibasige Pulver (NC und ein weiteres Treibmittel – meist Nitroglycerin), wie Kordit
- mehrbasige Pulver: NC und zwei (selten mehr) weitere Treibmittel – wie Nitroglyzerin und Nitroguanidin

### Schwarzpulver
Die Treibladung bei einem Steinschloss oder Vorderlader besteht aus Schwarzpulver oder Schwarzpulverersatzstoffen, wie Pyrodex. Anhand der Korngröße des Schwarzpulver ergibt sich der Verwendungszweck, für Lang- oder Kurzwaffe.

## Weitere Anwendungsbereiche
Des Weiteren findet man Treibladungen in vielen anderen Bereichen der Technik. Der Airbag eines Autos besitzt beispielsweise eine Treibladung in Form eines Gasgenerators, welcher das nötige Volumen erzeugt, um den Airbag herauszuschleudern, zu entfalten und den Innendruck zu erzeugen. Auch im Inneren von bestimmten Feuerlöscher-Varianten findet sich eine Treibladung, die dazu gedacht ist, bei Bedarf das Löschmittel herauszuschleudern.
Beim Fallschirmspringen zerschneidet ein Cutter des Öffnungsautomats mithilfe einer Treibladung die Verschlussschlaufe des Reservefallschirms.
Zu Treibsätzen von Modellraketen siehe Treibsatz (Modellrakete).